# Éljen Julien király!
Az Éljen Julien király! (eredeti cím: All Hail King Julien) 2014-től 2017-ig vetített amerikai internetes és televíziós 3D-s számítógépes animációs sorozat, amely a Madagaszkár című 2005-ös animációs film eseményei előtt játszódik. A zeneszerzője Frederik Wiedmann. A DreamWorks Animation TV gyártotta, a NBCUniversal Television Distribution és a Netflix forgalmazta. Műfaját tekintve filmvígjáték-sorozat és kalandfilmsorozat. Öt évadot élt meg 65 epizóddal, ezek 2014. december 19. 2017. május 12. között kerültek fel Netflix-re. Amerikában a Universal Kids tűzte műsorára, Magyarországon a Minimax kezdte adni 2017. november 11-től.

## Ismertető
A sorozat az első Madagaszkár-film előtt játszódik. A sorozat elején a makik ura, XII. Julien király meghal, miután egy fossza megeszi őt. A megürült trón örököse unokaöccse, XIII. Julien király lesz, aki egy önző és partimániás maki, ami sok gondot jelent a makik számára. Hogy mégis jól végezze királyi kötelességet a segítségére lesz a nála sokkal megfontoltabb tanácsadója, Maurice, a királyi lábért rajongó Mort, valamint személyes testőre, Clover is.
A sorozat "Száműzve" alcímű évadában Julien birodalmát elfoglalja a gonosz Koto, a király pedig száműzöttként tengeti tovább életét, míg vissza nem szerzi a trónt. A sorozat utolsó évadának végén a cselekmény eléri a Madagaszkár-film cselekményét, vagyis mikor Alexék megérkeznek a szigetre.

## Szereplők
| Szereplő        | Eredeti hang             | Magyar hang     |
| --------------- | ------------------------ | --------------- |
| Julien király   | Danny Jacobs             | Forgács Gábor   |
| Mort            | Andy Richter             | Magyar Bálint   |
| Maurice         | Kevin Michael Richardson | Beregi Péter    |
| Clover          | India de Beaufort        | Zakariás Éva    |
| Julien bácsi    | Henry Winkler            | Dolmány Attila  |
| Karl            | Dwight Schultz           | Barát Attila    |
| Timo            | David Krumholtz          | Dányi Krisztián |
| Xixi            | Betsy Sodaro             | Murányi Tünde   |
| Masikura        | Debra Wilson             | Halász Aranka   |
| Sage Moondancer | Jeff Bennett             | Maday Gábor     |

## Magyar változat[2]
A szinkront a Minimax megbízásából a Subway Stúdió készítette.
- Magyar szöveg: Erős Ágnes, Niklosz Krisztina
- Gyártásvezető: Bogdán Anikó
- Hangmérnök: Gajda Mátyás
- Szinkronrendező: Molnár Ilona
- Produkciós vezető: Kicska László
- Főcímdal: Magyar Bálint
- Felolvasó: Korbuly Péter

További magyar hangok:
- Baráth István – Fred
- Bácskai János – Sugarfoot doki / Rettegett Julien király
- Berzsenyi Zoltán – Steve
- Bor László – Joey király
- Csőre Gábor – Koto
- Fekete Zoltán – Horst
- Gubányi György István – Krokodil asszisztens
- Hamvas Dániel – Willie
- Horváth-Töreki Gergely – Stanislav
- Jánosi Ferenc – Abner
- Juhász Zoltán – Ananász
- Kapu Hajni – Becca
- Kertész Péter – Ambassador király
- Kisfalvi Krisztina – Crimson
- Kis-Horváth Zoltán – Todd
- Kocsis Mariann – Tammy
- Makay Andrea – Mary
- Németh Gábor – Hector
- Penke Bence – Pancho
- Rosta Sándor – Ted
- Szabó Máté – Rob / Fantomnővér
- Szentirmai Zsolt – Dr. S
- Szórádi Erika – Dorothy

## Epizódok
| Évad | Évad     | Epizódok | Eredeti sugárzás   | Eredeti sugárzás   | Magyar sugárzás    | Magyar sugárzás    |
| Évad | Évad     | Epizódok | Évadpremier        | Évadfinálé         | Évadpremier        | Évadfinálé         |
| ---- | -------- | -------- | ------------------ | ------------------ | ------------------ | ------------------ |
|      | 1        | 10       | 2014. december 19. | 2015. április 3.   | 2017. november 11. | 2017. november 18. |
|      | 2        | 16       | 2015. október 16.  | 2015. október 16.  | 2017. november 19. | 2017. december 4.  |
|      | 3        | 13       | 2016. június 17.   | 2016. június 17.   | 2018. február 21.  | 2018. március 5.   |
|      | 4        | 13       | 2016. november 11. | 2016. november 11. | 2018. március 6.   | 2018. április 15.  |
|      | Száműzve | 13       | 2017. május 12.    | 2017. május 12.    | 2018. június 6.    | 2018. június 22.   |
|      | 5        | 13       | 2017. december 1.  | 2017. december 1.  | 2018. június 25.   | 2018. július 11.   |

## Díjak és jelölések
| Év   | Díj       | Kategória                                                        | Jelölt | Eredmény                                           |
| ---- | --------- | ---------------------------------------------------------------- | --- | -------------------------------------------------- |
| 2015 | Emmy-díj  | Kiemelkedő gyerekeknek szóló animációs műsor                     | Bret Haaland, Mitch Watson, Randy Dormans, Nicholas Filippi, Chris Neuhahn, Katie Ely | Elnyerte                                           |
| 2015 | Emmy-díj  | Kiemelkedő szinkronhang animációs műsorban                       | Danny Jacobs (mint Julien király) | Elnyerte                                           |
| 2015 | Emmy-díj  | Kiemelkedő szereposztás animációs sorozatban vagy különkiadásban | Ania O'Hare | Elnyerte - döntetlenben a Tini Nindzsa Teknőcökkel |
| 2015 | Emmy-díj  | Kiemelkedő rendező animációs műsorban                            | Christo Stamboliev | Jelölve                                            |
| 2015 | Emmy-díj  | Kiemelkedő eredeti zene – főcím vagy promó                       | Will Fuller, Alex Geringas ("Who's da King") | Jelölve                                            |
| 2016 | Emmy-díj  | Kiemelkedő gyerekeknek szóló animációs műsor                     | Bret Haaland, Mitch Watson, Randy Dormans, Chris Neuhahn, Katie Ely | Jelölve                                            |
| 2016 | Emmy-díj  | Kiemelkedő szinkronhang animációs műsorban                       | Danny Jacobs (mint Julien király) | Jelölve                                            |
| 2016 | Emmy-díj  | Kiemelkedő író animációs műsorban                                | Mitch Watson, Michael Ryan, Sharon Flynn, Elliott Owen | Elnyerte                                           |
| 2016 | Emmy-díj  | Kiemelkedő rendező animációs műsorban                            | Stephen Heneveld, Christo Stamboliev, James Wootton, Collette Sunderman | Jelölve                                            |
| 2016 | Emmy-díj  | Kiemelkedő hangvágás animációs műsorban                          | Devon Bowman, Chris Gresham, Andrew Ing, DJ Lynch, Peter Munters, Lawrence Reyes, Ian Nyeste, Mishelle Fordham, Aran Tanchum, Vincent Guisetti                                                                             | Jelölve                                            |
| 2016 | Emmy-díj  | Kiemelkedő hangkeverés animációs műsorban                        | Devon Bowman, Vicki Lemar, Aran Tanchum, Ian Nyeste, DJ Lynch | Jelölve                                            |
| 2016 | Emmy-díj  | Kiemelkedő eredeti zene                                          | Frederik Wiedmann, Mitch Watson (for "True Bromance") | Elnyerte                                           |
| 2017 | Annie-díj | Kiemelkedő teljesítmény animációs műsor szerkesztőjeként         | King Julien Superstar! | Jelölve                                            |
| 2018 | Emmy-díj  | Kiemelkedő speciális animációs műsor                             | Bret Haaland, Mitch Watson, Chris Belcher (Éljen Julien király!: Száműzve) | Jelölve                                            |
| 2018 | Emmy-díj  | Kiemelkedő szinkronhang animációs műsorban                       | Andy Richter (mint Mort, Grammy Mort, és Smart Mort) (az Éljen Julien király!: Száműzvében) | Jelölve                                            |
| 2018 | Emmy-díj  | Kiemelkedő író animációs műsorban                                | Mitch Watson, Benjamin Lapides, Elliott Owen, Michael Ryan | Jelölve                                            |
| 2018 | Emmy-díj  | Kiemelkedő hangvágás animációs műsorban                          | Devon G. Bowman, Ian Nyeste, Alfredo Douglas, Chris Gresham, DJ Lynch, Lawrence Reyes, Jonathan Abelardo, Mark Mercado, Mishelle Fordham, Alfredo Douglas, Aran Tanchum, Vincent Guisetti (Éljen Julien király!)           | Jelölve                                            |
| 2018 | Emmy-díj  | Kiemelkedő hangvágás animációs műsorban                          | Devon G. Bowman, Ian Nyeste, Alfredo Douglas, Chris Gresham, DJ Lynch, Lawrence Reyes, Jonathan Abelardo, Mark Mercado, Mishelle Fordham, Alfredo Douglas, Aran Tanchum, Vincent Guisetti (Éljen Julien király!: Száműzve) | Elnyerte                                           |
| 2018 | Emmy-díj  | Kiemelkedő hangkeverés animációs műsorban                        | DJ Lynch, Ian Nyeste, Aran Tanchum, Mark Mercado, Jon Abelardo (Éljen Julien király!) | Jelölve                                            |
| 2018 | Emmy-díj  | Kiemelkedő hangkeverés animációs műsorban                        | DJ Lynch, Ian Nyeste, Aran Tanchum, Mark Mercado, Jon Abelardo (Éljen Julien király!: Száműzve) | Elnyerte                                           |